# Thibaudia rauhii
Thibaudia rauhii là một loài thực vật có hoa trong họ Thạch nam. Loài này được A.C. Sm. miêu tả khoa học đầu tiên năm 1956.